# Trygodes simplicissima
Trygodes simplicissima là một loài bướm đêm trong họ Geometridae.